# Sportschule
Sportschule (oficjalnie niem. Arbeitslager Langenbielau I, znany również jako obóz Reichenbach) – niemiecki podobóz KL Groß-Rosen dla mężczyzn, znajdujący się na pograniczu Bielawy (niem. Langenbielau) i Dzierżoniowa (niem. Reichenbach).

## Historia
Sportschule było pierwotnie obozem pracy (niem. Arbeitslager), utworzonym w 1941 roku, a 3 września 1944 roku przekształconym w filię obozu koncentracyjnego Groß-Rosen. Obóz był otoczony drutem kolczastym, na jego terenie znajdowała się kuchnia, lazaret i baraki dla SS-manów oraz więźniów, przy czym liczba baraków dla więźniów jest sporna: jedne źródła podają, że było ich dziesięć, a inne, że ich liczba dochodziła do około szesnastu. Sporna jest także liczba więźniów: mogło być ich 2000 bądź nawet 7000, natomiast nieznana jest liczba ofiar. Więźniami byli głównie Żydzi, pochodzący z Polski, a także Żydzi z innych państw europejskich, na przykład Węgier, Słowacji i Holandii. Dopiero od stycznia 1945 roku w obozie lokowano nie tylko Żydów.
Sportschule był podporządkowany pod obóz kobiecy AL Peterswaldau, znajdujący się w Pieszycach. Obydwa te obozy wraz z AL Langenbielau II podlegały jednemu komendantowi, Karlowi Ulbrichtowi.
Najemcą niewolniczej siły roboczej z obozu były głównie zakłady tkackie Christian Dierig A.G., które na czas wojny przyjęły nazwę Siling I i produkowały broń. Więźniowie pracowali również dla firm Jordan (na czas wojny Siling II), Zill u. Knebich, Hansen u. Neumann, Lehmann, Spinnerei G.F. Flechtner, Telefunken, Krupp, Rebich, Richter u. Schäder (na czas wojny Blockhäuserbau), Flugzeugfabrik „Preschona”, Goldschmidt oraz Radiofabrik Hagenuk. W 1945 roku więźniów zatrudniano przy kopaniu okopów. Niezdolnych do pracy wywożono do szpitala w Kolcach. Do końca stycznia 1945 roku zmarłych wywożono do obozu, a później grzebano na miejscu. W lutym tego samego roku część więźniów zostało przeniesionych do KL Dachau. 8 maja 1945 roku więźniów Sportschule wyzwolili żołnierze radzieccy.
Po wojnie na terenie Sportschule znajdował się PGR. Obecnie tereny Sportschule są własnością prywatną, a jeden z baraków zaadaptowano na budynek mieszkalny.

## Galeria

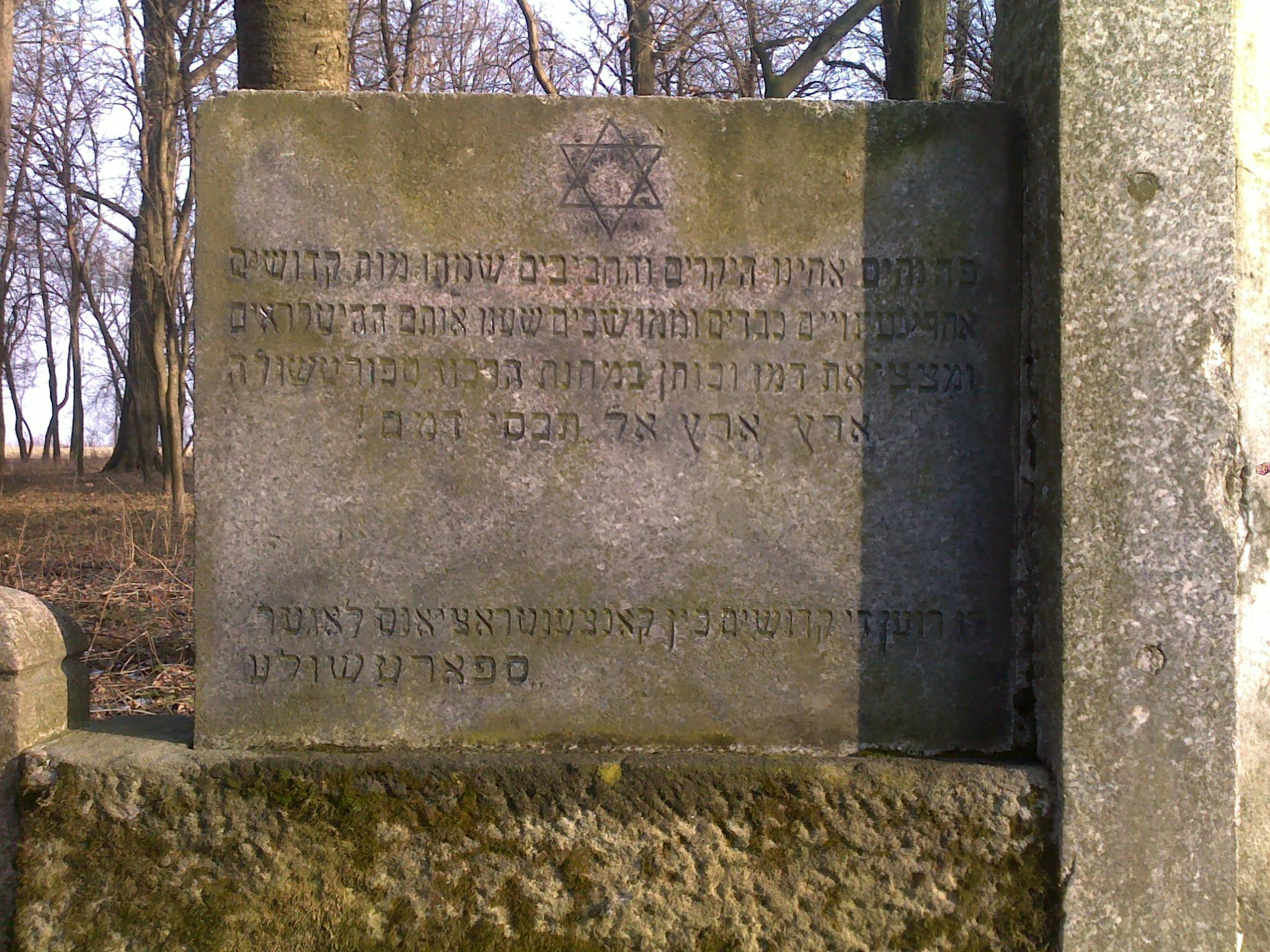
Lewa tablica (jid.)
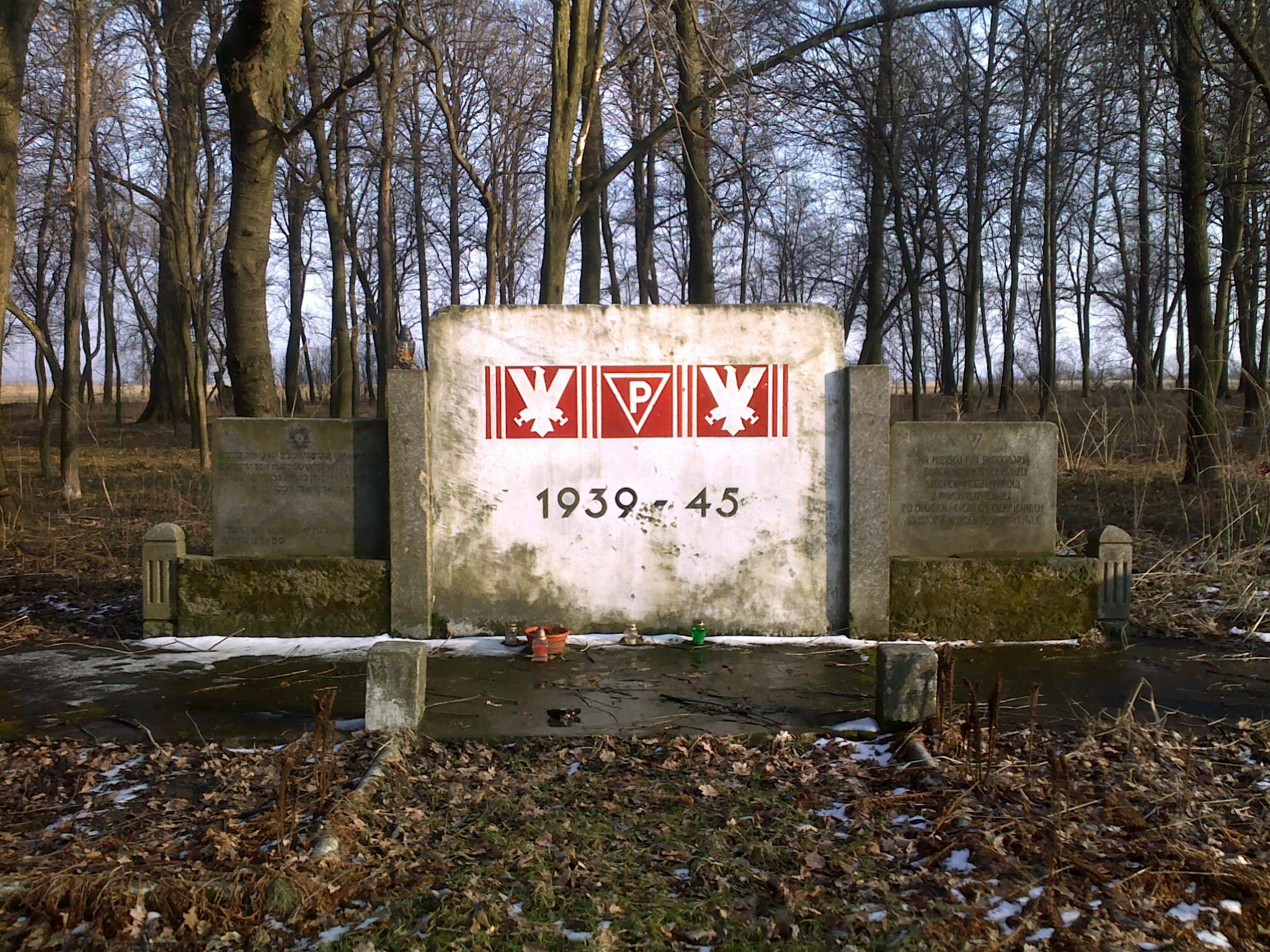
Całość
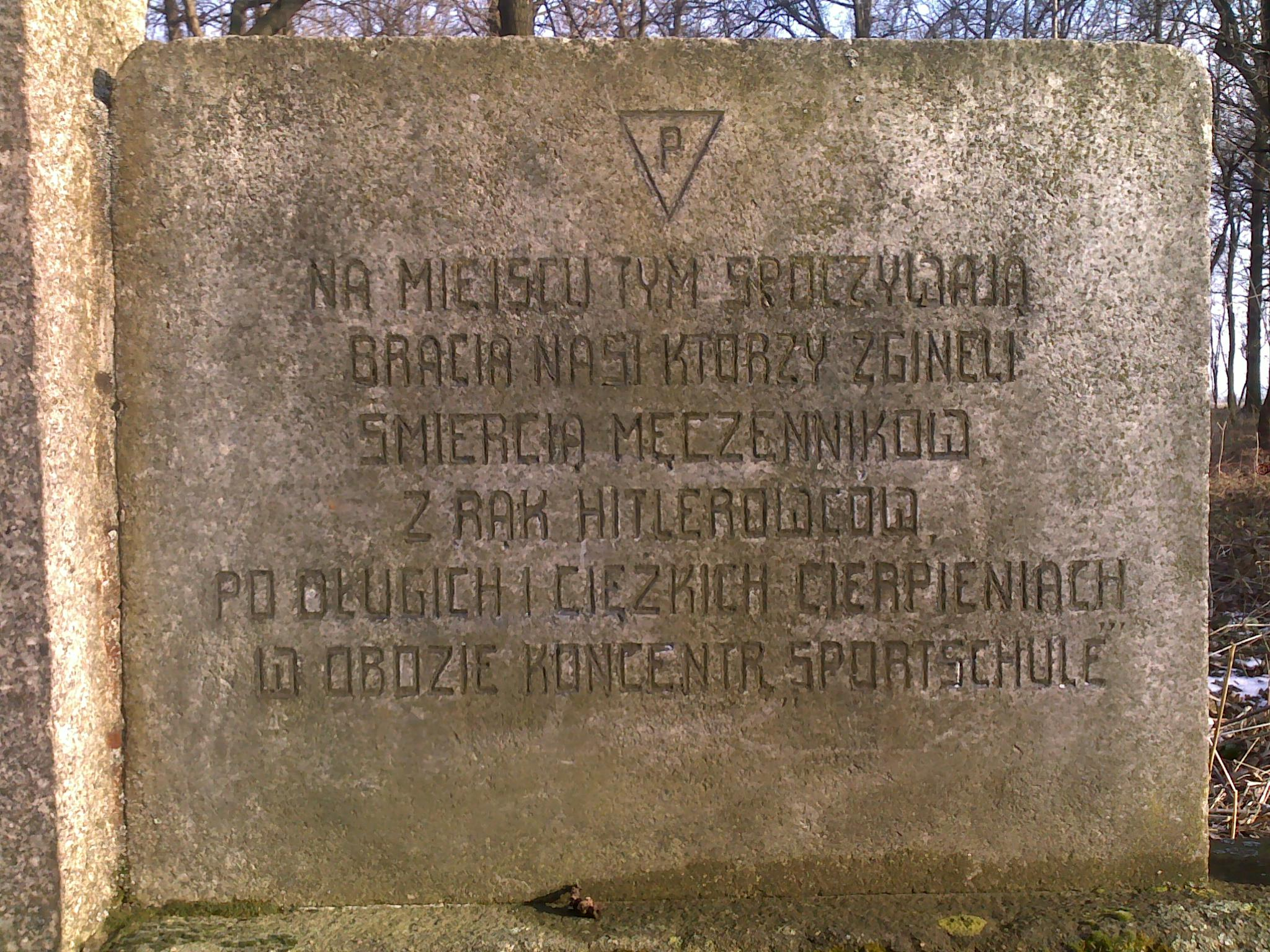
Prawa tablica
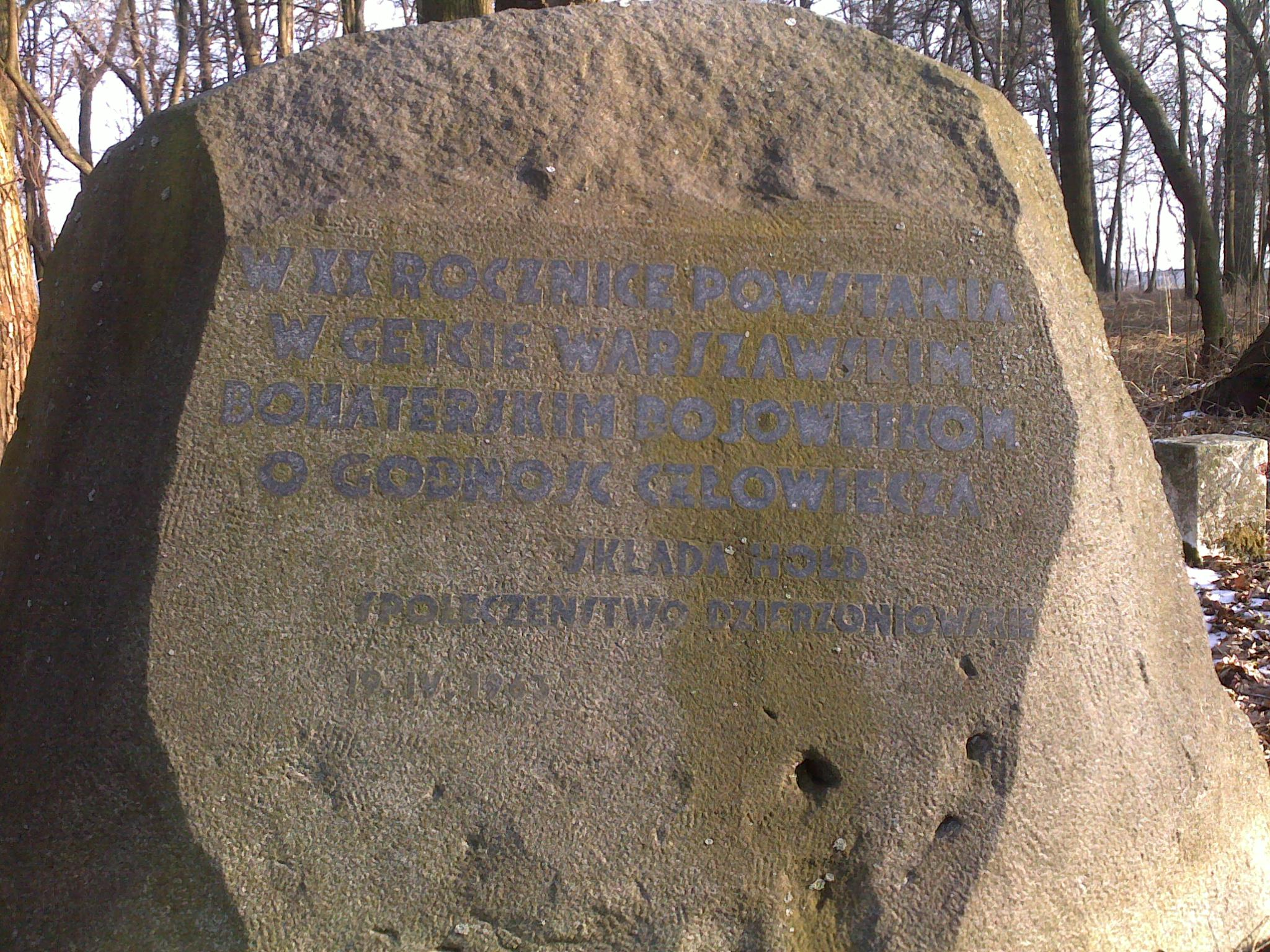
Kamień stojący po lewej z tablicą pamiątkową
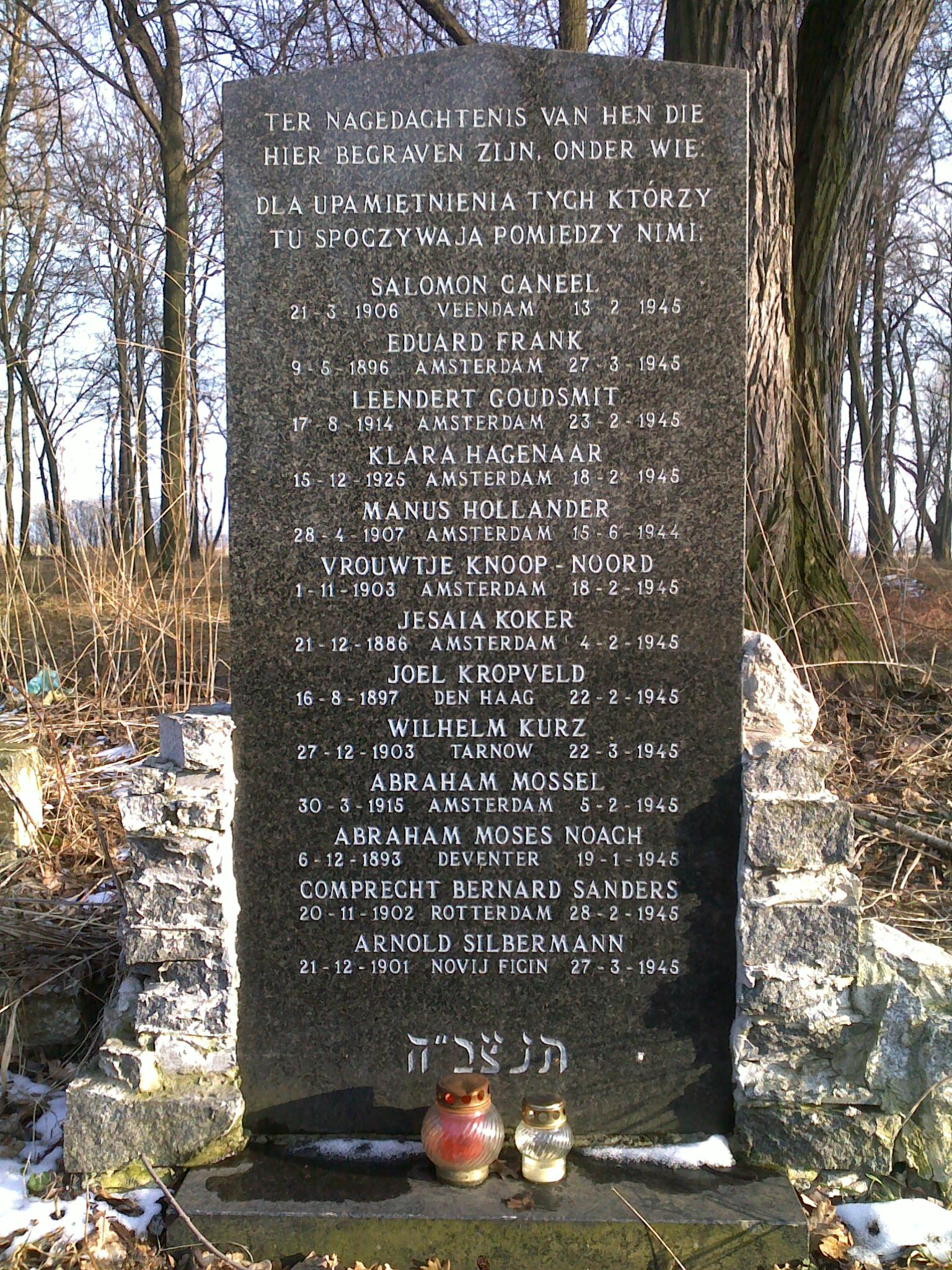
Nowa tablica upamiętniająca poległych
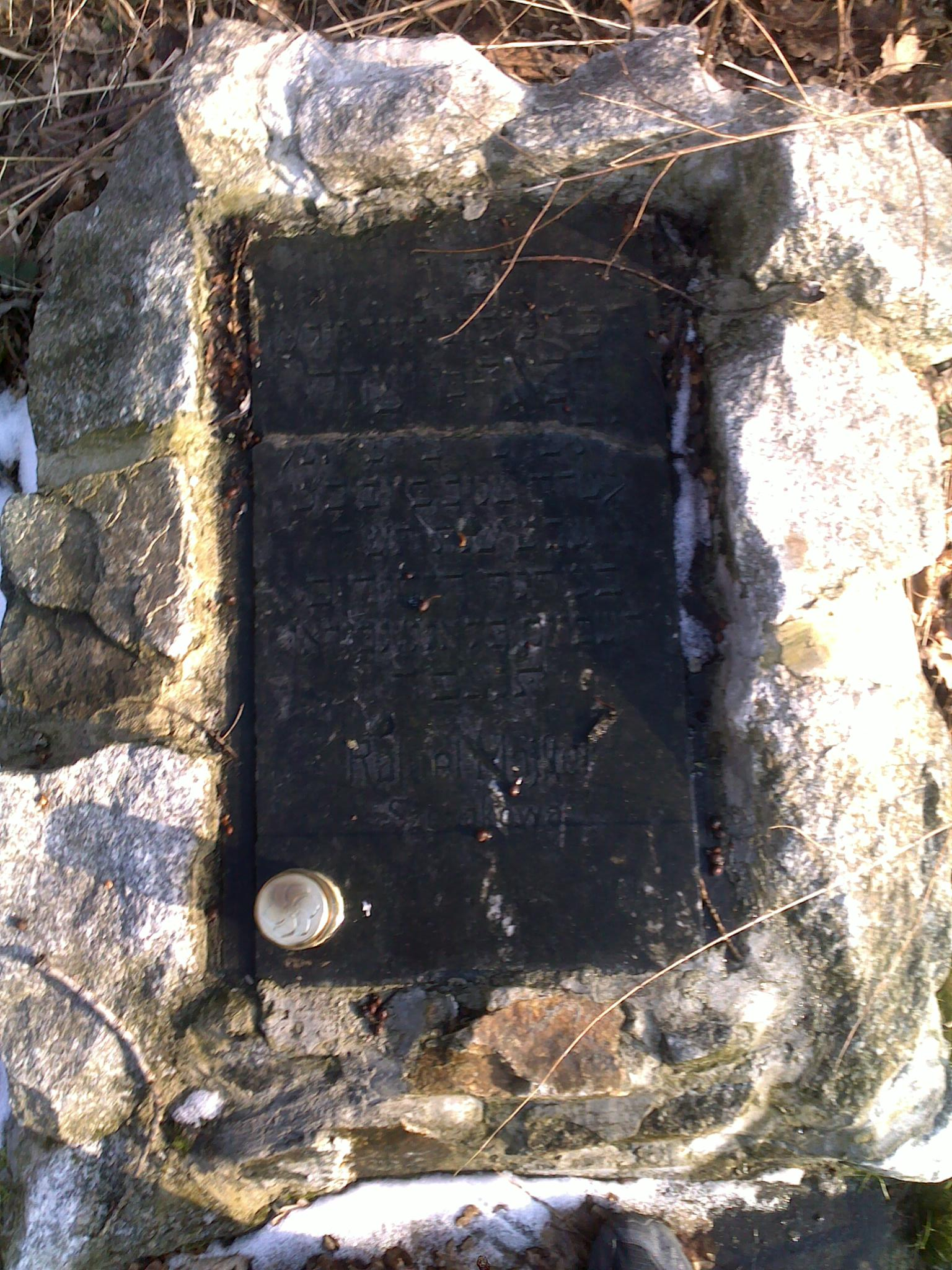
Tablica wmurowana w kamień na prawo od nowej tablicy